# Allanblackia ulugurensis
Allanblackia ulugurensis är en tvåhjärtbladig växtart som beskrevs av Adolf Engler. Allanblackia ulugurensis ingår i släktet Allanblackia och familjen Clusiaceae. Inga underarter finns listade i Catalogue of Life.